# Итамбе (Пернамбуку)
Итамбе (порт. Itambé)  —  муниципалитет в Бразилии, входит в штат Пернамбуку. Составная часть мезорегиона Мата-Пернамбукана. Входит в экономико-статистический  микрорегион Мата-Сетентриунал-Пернамбукана.